# Ronald D. Moore
Ronald Dowl Moore (Chowchilla, California; 5 de julio de 1964) es un guionista y productor de televisión estadounidense, más conocido por su trabajo en Star Trek y en la serie de televisión de ciencia ficción, Battlestar Galactica, por la cual ganó un Premio Peabody.
Moore estudió un tiempo en la Universidad Cornell, donde fue un miembro de la sociedad literaria Kappa Alpha. Inició sus estudios con una beca del Cuerpo de Entrenamiento de Oficiales de la Armada en la Reserva (NROTC), pero fracasó y abandonó la Universidad en su último año, en la primavera de 1986, debido a que perdió el interés en sus estudios. Tiempo después, Moore se desempeñó por un mes en USS W. S. Sims una fragata clase Knox de la armada de los Estados Unidos. Después, se trasladó a Los Ángeles, California, con un amigo, desempeñando varios trabajos temporales, teniendo la esperanza de convertirse en un escritor de trabajo. Actualmente se encuentra desarrollando la serie basada en la saga literaria Una Corte de Rosas y Espinas de la autora Sarah J. Maas. 

## Premios Ganados y nominaciones

### Premios Emmy
| Año  | Categoría                                                         | Serie                                                             | Resultado |
| ---- | ----------------------------------------------------------------- | ----------------------------------------------------------------- | --------- |
| 1994 | Primetime Emmy a la mejor serie dramática                         | Star Trek: La nueva generación                                    | Candidato |
| 2007 | Anexo:Premios Primetime Emmy de 2007 - Mejor guion en drama serie | Battlestar Galactica (Episodios: Occupation/Precipice)            | Candidato |
| 2008 | Special Class – Short-format Live-action Entertainment Programs   | Battlestar Galactica: Razor Flashbacks (featurette #4: Free Fall) | Ganador   |

### Premios Hugo
| Año  | Categoría                                                     | Serie                                                                     | Resultado |
| ---- | ------------------------------------------------------------- | ------------------------------------------------------------------------- | --------- |
| 1995 | Premio Hugo a la mejor representación dramática               | Star Trek: la próxima generación                                          | Candidato |
| 1995 | Premio Hugo a la mejor representación dramática               | Star Trek: La nueva generación (episodio: "Todas las cosas buenas")       | Ganador   |
| 1997 | Premio Hugo a la mejor representación dramática               | Star Trek: primer contacto                                                | Candidato |
| 1997 | Premio Hugo a la mejor representación dramática               | Star Trek: Espacio profundo nueve (episodio: "Trials and Tribble-ations") | Candidato |
| 2005 | Premio Hugo a la mejor representación dramática - Forma corta | Battlestar Galactica (episodio: "33 minutos")                             | Ganador   |

### Premios Peabody
- 2005 Premio Peabody por Battlestar Galactica

### Streamy Awards
- 2009 Mejor guion de Serie Web dramática por Battlestar Galactica: The Face of the Enemy (ganador)

## Obras

### Como guionista
- Star Trek: La nueva generación (1989–1994) (Serie de televisión)
- Star Trek: la próxima generación (1994)
- Star Trek: primer contacto (1996)
- Star Trek: Espacio profundo nueve (1993–1999) (Serie de televisión)
- Star Trek: Voyager (1995–2001) (Serie de televisión)
- G vs E (1999–2000) (Serie de televisión)
- Misión: Imposible II (2000)
- Roswell (1999–2002) (Serie de televisión)
- Carnivàle (2003–2005) (Serie de televisión)
- Piloto (2003) (Episodio piloto)
- Battlestar Galactica (Reimaginada) (2004–2009) (Serie de televisión)
- Una Corte de Rosas y Espinas (En producción) (Serie de televisión)